# Edgar Lau
"Edgar" Lau Shek Fai (Hongkong, 2 april 1991) is een Hongkongs autocoureur.

## Carrière
Lau begon zijn autosportcarrière in 2014 in de endurance-racerij tijdens de 25 uur van Thunderhill en won direct de E3-klasse van de race. In 2015 nam hij opnieuw deel aan deze race. Dat jaar kwam hij ook uit in het Zhuhai Pan Delta Super Racing Festival en won twee races in deze klasse.
In 2016 bleef Lau actief in het Zhuhai Pan Delta Super Racing Festival en won opnieuw één race. Daarnaast nam hij deel aan de LMP3-klasse van de Asian Le Mans Series Sprint Cup, waarin hij met één overwinning vijfde werd. Aan het eind van dat jaar maakte hij zijn debuut in de TCR International Series tijdens het laatste raceweekend op het Circuito da Guia, waarin hij voor het Asia Racing Team uitkwam in een Seat León TCR. Hij eindigde de races als negende en dertiende, waarbij hij in de eerste race eveneens de snelste ronde neerzette, maar hij was niet gerechtigd om punten te scoren voor het kampioenschap.